# معاصر الأمراء (كتاب)

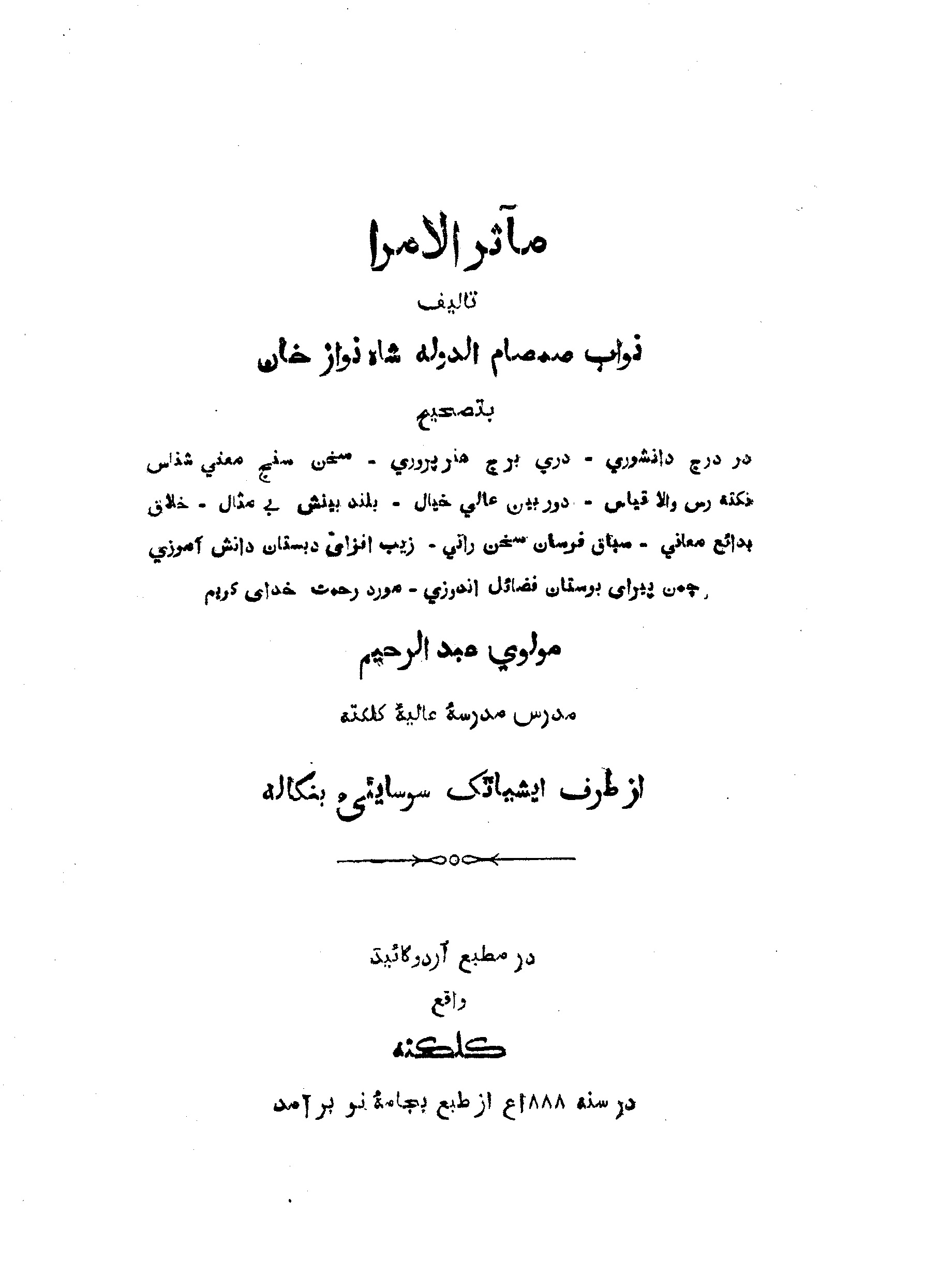
النص الفارسي لكتاب معاصر الأمراء، نُشر في كلكتا، 1888

معاصر الأمراء أو مآثر الأمراء هو كتاب تأريخي كتبه صمصام الدولة شاه نواز خان وابنه عبد الحي خان، في أورنك آباد، هي سيرة ذاتية باللغة الفارسية لشخصيات بارزة في سلطنة مغول الهند خلال الفترة الزمنية تقريبًا 1556-1780 م. يعتمد شاه نواز خان على مجموعة متنوعة من المصادر التاريخية الفارسية للحصول على المعلومات، والتي يسردها في مقدمته.
تتوفر ترجمة إنجليزية بقلم بني براساد و هـ. بيفريدج.

## روابط خارجية
- معاصر الأمراء، المجلد 1 (الإنجليزية)
- معاصر الأمراء، المجلد 2 (الإنجليزية)
- معاصر الأمراء، المجلد 1 (الفارسية)
- معاصر الأمراء، المجلد 2 (الفارسية)
- معاصر الأمراء، المجلد 3 (الفارسية)